# Lumarzo
Lumarzo település Olaszországban, Liguria régióban, Genova megyében. Lakosainak száma 1419 fő (2023. január 1.). Lumarzo Bargagli, Davagna, Sori, Torriglia, Neirone és Uscio községekkel határos.

## Népesség
A település lakossága az elmúlt években az alábbi módon változott:
| Lakosok száma | 1502 | 1527 | 1419 |
|               | 2017 | 2018 | 2023 |